# استیل‌استونات روتنیوم (III)
استیل‌استونات روتنیوم(III) (به انگلیسی: Ruthenium(III) acetylacetonate) با فرمول شیمیایی (C۵H۷O۲)۳Ru یک ترکیب شیمیایی است. شکل ظاهری این ترکیب، جامد بنفش تیره است.